# Natagaima (ort)
Natagaima är en ort i Colombia.   Den ligger i departementet Tolima, i den centrala delen av landet, 160 km sydväst om huvudstaden Bogotá. Natagaima ligger 326 meter över havet och antalet invånare är 11 217.
Terrängen runt Natagaima är platt österut, men västerut är den kuperad. Runt Natagaima är det ganska glesbefolkat, med 29 invånare per kvadratkilometer. Det finns inga andra samhällen i närheten. Omgivningarna runt Natagaima är en mosaik av jordbruksmark och naturlig växtlighet.